# Махмуд, Рашад
Рашад Махмуд (англ. Rashad Mahmood) — генерал сухопутных войск Пакистана, занимал должность председателя Объединённого комитета начальников штабов с 29 ноября 2013 по 28 ноября 2016 года. 

## Биография
Закончил Национальный оборонный университет в городе Равалпинди и Кветтаский командно-штабной колледж в Кветте. В мае 1975 года вступил в ряды вооружённых сил Пакистана, проходил службу в провинции Белуджистан. Принимал участие в миротворческой миссии ООН в Демократической Республике Конго. Дослужился до звания генерала, занимал должность председателя Объединённого комитета начальников штабов (2013—2016). Награждён различными ведомственными и правительственными наградами.